# Hlib Piskunov
Hlib Piskunov (Ucrania, 25 de noviembre de 1998) es un atleta ucraniano especializado en la prueba de lanzamiento de martillo, en la que consiguió ser campeón mundial juvenil en 2015.

## Carrera deportiva
En el Campeonato Mundial Juvenil de Atletismo de 2015 ganó la medalla de oro en el lanzamiento de martillo, llegando hasta los 84.91 metros, por delante de su paisano ucraniano Mykhailo Havryliuk (plata con 78.93 metros) y el australiano Ned Weatherly (bronce con 77.60 metros). Esta fue su mejor marca con el martillo de 5 kg.
Repitió éxito dos años después al vencer en el Campeonato de Europa Sub-20 de 2017 con un lanzamiento de 81.75. Este fue también su mejor lanzamiento con martillo de 6 kg.